# Badolo-Battedizzo
Badolo-Battedizzo is een plaats (frazione) in de Italiaanse gemeente Sasso Marconi.